# Copa Intercontinental FIBA 2023 (febrero)
La Copa Intercontinental FIBA de febrero de 2023 fue la XXXII edición del máximo torneo internacional a nivel de clubes de baloncesto, XXVII bajo la denominación de Copa Intercontinental y X desde su reanudación en 2013.
Tras su paso por América en el 2021 y África (por primera vez en la historia) en 2022, la copa se volvió a jugar en Europa. La sede elegida fue el Pabellón Insular Santiago Martín localizado en la ciudad de San Cristóbal de La Laguna, en la isla de Tenerife, España. Resultó ser la tercera ocasión que el recinto lagunero fue sede de este torneo, tras la edición a partido único de 2017 y la edición con formato de Final Four en 2020. 
El C.R. Flamengo no estuvo clasificado para defender el título conquistado en Egipto.
El Lenovo Tenerife conquistó su tercera Copa Intercontinental, el domingo 12 de febrero de 2023 tras vencer en la Final por 89-68 al São Paulo .

## Sistema de competición y calendario
| Ronda                        | Fechas                |
| ---------------------------- | --------------------- |
| Semifinales                  | 10 de febrero de 2023 |
| Partido por la Tercera Plaza | 12 de febrero de 2023 |
| GRAN FINAL                   | 12 de febrero de 2023 |

Nuevamente se optó por el formato de Final Four (con partido por el tercer puesto incluido) para el desarrollo de esta competición. 
Acudieron a ella 4 equipos; Campeón Liga de Campeones de Baloncesto 2021-22, Campeón Liga de Campeones de Baloncesto de las Américas 2021-22, Campeón NBA G League 2021-22 y por segunda edición consecutiva, el Campeón Basketball Africa League 2022 .
En el mes de enero de 2023 se realizó el sorteo puro que dio como resultado el cuadro del torneo.

## Equipos participantes
En cursiva, los equipos debutantes en la competición.
| Continente    | Equipo                   | Vía de clasificación                                                  | Fecha de clasificación | Participaciones previas |
| ------------- | ------------------------ | --------------------------------------------------------------------- | ---------------------- | ----------------------- |
| FIBA Europa   | Lenovo Tenerife          | Campeón de la Liga de Campeones de Baloncesto 2021-22                 | 8 de mayo de 2022      | 2017 (C), 2020 (C)      |
| FIBA Américas | São Paulo                | Campeón de la Liga de Campeones de Baloncesto de las Américas 2021-22 | 9 de abril de 2022     | Ninguna                 |
| FIBA África   | US Monastir              | Campeón de la Basketball Africa League 2022                           | 28 de mayo de 2022     | Ninguna                 |
| NBA G League  | Rio Grande Valley Vipers | Campeón de la NBA G League 2021-22                                    | 14 de abril de 2022    | 2020 (4.º)              |

## Cuadro Final
El Sorteo de la competición se celebró el 13 de enero de 2023 en el Salón Noble del Excmo. Cabildo Insular de Tenerife.
|  | Semifinales              | Semifinales     |                              |     | Gran Final | Gran Final |
|  |                          |                 |                              |     |            |            |
|  | 10 de febrero            |                 |                              |     |            |            |
|  |                          |                 |                              |     |            |            |
|  | Rio Grande Valley Vipers | 70              |                              |     |            |            |
|  | Rio Grande Valley Vipers | 70              | 12 de febrero                |     |            |            |
|  | São Paulo                | 91              |                              |     |            |            |
|  | São Paulo                | 91              | São Paulo                    | 68  |            |            |
|  | 10 de febrero            |                 | São Paulo                    | 68  |            |            |
|  |                          | Lenovo Tenerife | 89                           |     |            |            |
|  | Lenovo Tenerife          | Lenovo Tenerife | 89                           | 112 |            |            |
|  | Lenovo Tenerife          |                 |                              | 112 |            |            |
|  | US Monastir              | 42              |                              |     |            |            |
|  | US Monastir              | 42              | Partido por la Tercera Plaza |     |            |            |
|  |                          |                 |                              |     |            |            |
|  | 12 de febrero            |                 |                              |     |            |            |
|  |                          |                 |                              |     |            |            |
|  | Rio Grande Valley Vipers | 107             |                              |     |            |            |
|  | Rio Grande Valley Vipers | 107             |                              |     |            |            |
|  | US Monastir              | 84              |                              |     |            |            |

## Competición
| S.C. de La Laguna                |
| -------------------------------- |
| Pabellón Insular Santiago Martín |
| Capacidad: 5,100                 |
|                                  |
| S.C. de La Laguna                |

### Semifinales
| 10 de febrero de 2023 - 18:00 (WET) Semifinal 1 | Rio Grande Valley Vipers                           | 70–91            | São Paulo                                                                    | La Laguna                                                                              |  |
|                                                 | Parciales: 18-24, 12-22, 14-22, 26-23              |                  |                                                                              |                                                                                        |  |
|                                                 | Estadísticas Occeus 17 Culver 12 Heron 3 Occeus 18 | Pts Reb Asts Val | Estadísticas 24 Malcolm Miller 15 Tulio Da Silva 10 Elinho 32 Tulio Da Silva | Pabellón: Santiago Martín Árbitros: Julio César ANAYA FREILE Gatis SALINS Boris KREJIC |  |

| 10 de febrero de 2023 - 21:00 (WET) Semifinal 2 | Lenovo Tenerife                                                  | 112–42           | US Monastir                                                                      | La Laguna                                                                                                   |  |
|                                                 | Parciales: 25-6, 27-10, 31-11, 29-15                             |                  |                                                                                  | |  |
|                                                 | Estadísticas Abromaitis 20 Diagne 11 Marcelinho 7 Fran Guerra 24 | Pts Reb Asts Val | Estadísticas 14 Jerome Randle 5 Oussama Marnaoui 3 Mokhtar Ghyaza 9 Michael Roll | Pabellón: Santiago Martín Asistencia: 4062 espectadores Árbitros: Manuel MAZZONI Scott BEKER Juan FERNÁNDEZ |  |

### Partido por la Tercera Plaza
| 12 de febrero de 2023 - 16:00 (WET) Partido por la Tercera Plaza | Rio Grande Valley Vipers                            | 107–84           | US Monastir                                                                             | La Laguna                                                                                               |  |
|                                                                  | Parciales: 32-20, 31-17, 24-18, 20-29               |                  |                                                                                         | |  |
|                                                                  | Estadísticas Culver 34 Stanley 5 Lecque 7 Culver 35 | Pts Reb Asts Val | Estadísticas 19 Oussama Marnaoui 8 Firas Lahyani 3 Oussama Marnaoui 14 Randle, Marnaoui | Pabellón: Santiago Martín Árbitros: Manuel MAZZONI Ahmed Ali Yaseen AL-SHUWAILI Jean Sauveur RUHAMIRIZA |  |

### GRAN FINAL
| 12 de febrero de 2023 - 19:00 (WET) Gran Final | São Paulo                                                                                      | 68–89            | Lenovo Tenerife                                                        | La Laguna |  |
|                                                | Parciales: 19-25, 16-18, 18-22, 15-24                                                          |                  |                                                                        | |  |
|                                                | Estadísticas Henrique Coelho 18 Tulio Da Silva 12 Elinho, Henrique Coelho 4 Henrique Coelho 18 | Pts Reb Asts Val | Estadísticas 15 Fitipaldo, Salin 9 Doornekamp 6 Fitipaldo 18 Fitipaldo | Pabellón: Santiago Martín Asistencia: 4887 espectadores Árbitros: Julio César ANAYA FREILE Scott BEKER Gatis SALINS |  |

| Campeones de la Copa Intercontinental FIBA 2023 |
| ----------------------------------------------- |
| Lenovo Tenerife 3er Título                      |